# Суходольский сельсовет (Липецкая область)
Суходольский сельсове́т — сельское поселение в Краснинском районе Липецкой области. 
Административный центр — село Решетово-Дуброво.

## История
В соответствии с законами Липецкой области №114-оз от 02.07.2004 и №126-оз от 23.09.2004 Суходольский сельсовет наделён статусом сельского поселения, установлены границы муниципального образования.

## Население
| 2010 | 2012 | 2013 | 2014 | 2015 | 2016 | 2017 |
| ---- | ---- | ---- | ---- | ---- | ---- | ---- |
| 690  | ↘663 | ↗670 | ↘649 | ↘646 | ↗649 | ↗658 |
| 2018 | 2021 |      |      |      |      |      |
| ↘657 | ↗695 |      |      |      |      |      |

## Состав сельского поселения
| № | Населённый пункт     | Тип населённого пункта       | Население |
| - | -------------------- | ---------------------------- | --------- |
| 1 | Александровка        | деревня                      | 15        |
| 2 | Екатериновка         | деревня                      | 0         |
| 3 | Лысовка              | деревня                      | 0         |
| 4 | Никольское           | село                         | 50        |
| 5 | Решетово-Дуброво     | село, административный центр | 337       |
| 6 | Сапрычка             | деревня                      | 23        |
| 7 | Сотниковские Выселки | деревня                      | 16        |
| 8 | Суходол              | село                         | 249       |

### Упразднённые населённые пункты
- Писарево — упразднённая в 2001 году деревня[13].